# Ljudmila Galkinová
Ljudmila Ivanovna Galkinová (rusky Людмила Ивановна Галкина; * 20. ledna 1972, Saratov) je bývalá ruská atletka, mistryně světa (1997) a halová mistryně světa (1995) ve skoku dalekém.

## Kariéra
V roce 1989 vybojovala na juniorském mistrovství Evropy ve Varaždínu bronzovou medaili. Na MS juniorů 1990 v bulharském Plovdivu skončila na 7. místě. Úspěšnější byla o rok později na evropském šampionátu juniorů v Soluni, kde ke stříbrné medaili v dálce přidala i zlato v trojskoku. V roce 1995 byla třetí na světové letní univerziádě v japonské Fukuoce.
Dvakrát reprezentovala na letních olympijských hrách. V Atlantě 1996 skončila v kvalifikaci, kde nezaznamenala ani jeden platný pokus. O čtyři roky později na olympiádě v australském Sydney se umístila ve finále na devátém místě. Její nejdelší pokus měřil 656 cm.
Zúčastnila se šesti mistrovství světa v atletice. V roce 1993 ve Stuttgartu obsadila výkonem 674 cm páté místo, přičemž bronz získala Dánka Renata Nielsenová, která skočila o dva cm dále. Sítem kvalifikace neprošla pouze na šampionátu v Göteborgu 1995. Na následujícím šampionátu v Athénách jako jediná ve finále překonala sedmimetrovou hranici (705 cm) a získala zlato. Na MS 1999 v Seville se umístila na čtvrtém místě, když na bronzovou Američanku, pozdější dopingovou hříšnici Marion Jonesovou ztratila jediný centimetr. V Edmontonu 2001 obsadila osmé a v Paříži 2003 desáté místo.

## Osobní rekordy
- skok daleký (hala) - (700 cm - 16. února 2001, Moskva)
- skok daleký (venku) - (705 cm - 9. srpen 1997, Athény)